# 埃尔尼亚尔德
埃尔尼亚尔德（西班牙語：Hernialde）是西班牙巴斯克自治区吉普斯夸省的一个市镇。总面积4平方公里，总人口286人（2001年），人口密度72人/平方公里。